# Chiến tranh Đại Việt – Lan Xang (1479–1480)
Chiến tranh Đại Việt – Lan Xang là cuộc chiến giữa nhà Hậu Lê nước Đại Việt với Lan Xang (Lào). Mục đích phát động của Đại Việt là bình định vương quốc Bồn Man và ngăn chặn sự quấy nhiễu của quân Lan Xang tại biên giới phía tây. Cuộc xâm lược cũng là sự tiếp nối của sự bành trướng của vua Lê Thánh Tông, qua đó Đại Việt đã chinh phục vương quốc Champa vào năm 1471. Cuộc chiến xuất phát từ những trận chiến lẻ tẻ trong suốt giai đoạn cai trị của Lê Thánh Tông, khiến ông quyết định mở cuộc tiến công lớn vào lãnh thổ Lan Xang (Lão Qua). Cuộc xung đột cuối cùng kéo dài khoảng 5 năm và ngày càng gia tăng đe dọa biên giới Vân Nam và làm dấy lên những lo ngại của nhà Minh . Các loại vũ khí dùng thuốc súng đóng một vai trò quan trọng trong cuộc xung đột, tạo điều kiện cho sự viễn chinh của Đại Việt. Thành công sớm trong cuộc chiến cho phép Đại Việt chiếm được cố đô Luang Prabang của Lan Xang và phá hủy thành phố Xiang Khouang của xứ Bồn Man. Cuối cùng sau khi đã nắm chắc được Bồn Man cũng như dưới sức ép của nhà Minh và sự viện trợ của Lan Na, Lê Thánh Tông sai rút quân vào năm 1480.

## Nguyên nhân
Quan hệ giữa Đại Việt và Lan Xang vốn không tốt kể từ đầu thế kỷ 14. Đại Việt thời nhà Trần và Lan Xang cũng có quan hệ không tốt đẹp. Hai bên đã có giao tranh ở khu vực biên giới. Quan hệ giữa Lan Xang (Ai Lao hay Lão Qua) với triều đại sau của Đại Việt là nhà Hậu Lê càng không mấy hòa hảo. Khi Bình Định Vương của nhà Hậu Lê khởi nghĩa, Ai Lao cho Mãn Sát đem 30.000 quân và 100 thớt voi sang phối hợp với quân đội nhà Minh đánh úp. Trong trận đánh ở Sách Thủy, cháu của Lê Lợi là Lê Thạch tử trận. Sau đó, Lan Xang còn hay quấy nhiễu biên giới Đại Việt. Ngược lại, khi xây dựng chính quyền, Đại Việt còn sáp nhập một số mường của Lan Xang vào lãnh thổ của mình, đồng thời bắt Lan Xang thần phục và phải triều cống cho Đại Việt (tuy không thành lệ).
Theo sử Việt, đất Bồn Man (Lan Xang gọi là Muang Phuan) đã xin nội thuộc Đại Việt dưới triều Hoàng đế Lê Nhân Tông, được vua Nhân Tông nhập vào Đại Việt thành châu Quy Hợp thuộc xứ Nghệ An và cử quan quân sang, nhưng vẫn cho họ Lư Cầm đời đời làm Phụ đạo.
Đến giữa thế kỷ 15, quan hệ hai bên lại xấu đi. Lan Xang mang quân đánh phá biên giới Đại Việt và xung đột bùng phát.
Sau khi xung đột tạm lắng khoảng 10 năm, tình hình lại căng thẳng trở lại. Theo sử Lào, năm 1478, một viên tướng của vua Lan Xang Xaiyna Chakhaphat bắt được một con voi trắng và dâng lên vua. Được tin, vua Đại Việt sai sứ sang xin lông voi trắng. Chao Chienglaw, thái tử Lan Xang, luôn ghét Đại Việt vì lý do này khác, liền thay vì tặng lông voi, lại sai nhét phân voi vào một chiếc rương và gửi cho vua Đại Việt. Vua Đại Việt nổi giận cất binh đánh Lan Xang. Tuy nhiên, cần phải xét rằng trong lãnh thổ Đại Việt khi đó không phải không có voi trắng, vì Đại Việt Sử ký Toàn thư có chép về việc bắt voi trắng vào các năm 1068, 1418,... và tượng binh là một binh chủng thường trực của quân đội Đại Việt từ thời Trưng Vương.
Năm 1478, Cầm Công (hay Lư Cầm Công thủ lĩnh của Bồn Man) liên kết với Lão Qua (Lan Xang) đem binh quấy nhiễu (châu Quy Hợp) khu vực phía tây xứ Nghệ của Đại Việt. Vua Lê quyết định cất quân sang đánh Lan Xang.
Văn bản lịch sử gần sự kiện này nhất là Đại Việt sử ký toàn thư, bộ chính sử do sử thần nhà Hậu Lê soạn, có ghi:
| “ | Mậu Tuất, năm thứ 9... tháng 9... ngày 22, Vua hạ chiếu đi đánh nước Lão Qua... Kỷ Hợi, năm thứ 10... Tháng 6, ngày mồng 7, vua xuống chiếu đi đánh Bồn Man. Tờ chiếu viết: "...Giặc Bồn Man Cầm Công ở lấn ngoài cõi xa xăm. Bỏ chức phiên thần mà lười dâng lễ cống; mang lòng lừa trời mà làm nhục sử thần. Trước còn ôm đầu chạy trốn, nín thở náu mình; sau lại vẫy đuôi kêu thương vội vàng nộp đất. Trẫm thương lương dân sống một phương, tha cho tội ác đáng muôn chết. Đặt quận huyện để trị biên cương; đổi áo xiêm mà trao quan tước. Nhưng nó vẫn ngoan ngu...buông lòng tham sâu...: đảo danh phận lộn ngược giày mũ. Lộng hành quyền binh, chém giết tứ tung; bán cả ruộng dân, vơ vét tiền của... Liêu thuộc ra đón sắc mệnh ở ngoài thành thì gối cao nằm khểnh; quan ải phi báo công văn thắng trận thì đóng cửa ngăn đường. Thậm chí nuôi phường thích khách..., chứa chấp mưu gian... Bày kế gián điệp hòng nhòm ngó nước ta, đặt lời điêu toa để mê hoặc ngoài cõi. Bầy gian ác Lệ Khai thì dung túng chở che, người thổ tù Hàn Triệu lại giam giữ không thả. Thích tên bán nước Đức Lân mà kết làm phụ tử, ghét người tích trữ Lang Tủng thì giết cả vợ con. Nhóm họp lũ bè, thường chống lại quan triều cai trị; giả kính trái mệnh, dám để chậm con tin vào chầu. Trong tin lời yêu tăng gian tà, ngoài dựa tiếng Lão Qua tiếp viện. Chế sứ Nguyễn Tử Nghi hơn vài mươi bọn, trăm cách chống lại mà không nghe; đại thần Vương Văn Đán hơn hai chục người, bỗng chốc đánh giết mà chẳng nể. Lại còn đào hào, sửa giáp, phục kích, đóng đồn. Huống chi tên đầu sỏ Cầm Công, thói đố kỵ ngày càng quá quắt. Nó xé xác quan ấp tể của ta, nó băm vằm quân đồn trú của ta..." | ” |

| “ | Mùa thu, tháng 7, ngày 22, vua xuống chiếu thân hành đi đánh nước Ai Lao. Tờ chiếu viết: "...Duy nước Lão Qua kia, giáp giới cõi tây. Đương khi Thánh Tổ dẹp giặc Ngô cuồng bạo, đã nhòm sơ hở đánh úp quân ta, đến lúc Thần Vũ giết tên Nghiễm hung tàn, lại giúp kẻ gian dấy binh đánh chiếm. Chỉ vì kẻ thù của vua cha chưa diệt, mà di địch kia ngạo ngược càng già. Gọi Cao Hoàng (đế) là em, coi Dụ miếu là cháu ...; sang cướp châu Lang Chánh, sang quấy phủ An Tây. Vườn tược Sầm Thượng, Sầm Hạ, nó ăn lấn như tằm; nhân dân biên giới của ta, nó lấm lét cắn trộm. Thuận Bình, Sa Bôi do vậy rối ren; Lâm An, Quy Hợp bị chúng giày xéo. Thang Thượng, Thang Hạ là biên ấp của ta, nó cướp đoạt hoành hành; Đạo Luận, Đạo Xa, tên thổ tù phản ta, nó kêu gọi, chứa chấp. Sứ của nó sang thông, thì ta hậu đãi cho về, quan của ta giao thiệp, nó lại bắt giữ bỏ ngục. Đến nước tên Cầm Công trong khi ẩn náu, nó đã giúp đỡ bao che và lúc tên Cầm Công trở mặt cắn càn, nó lại cho quân tiếp sức. Xâu xé bờ cõi ta, chiếm lấn đất đai ta. Đây đâu chỉ là mối lo một thời nơi cương giới, mà thực là mối thù muôn kiếp của nước nhà..." | ” |

## Lực lượng và kế hoạch của hai bên
Sử Lào kể rằng triều đình Đại Việt đã phái 55 vạn quân dưới sự chỉ huy của 4.000 tướng lĩnh sang đánh Lan Xang. Chao Chienglaw chỉ huy quân Lan Xang kháng cự. Ông có 20 vạn quân và 2 ngàn thớt voi, 6 vị dũng tướng gồm Norasing, Noranarai, Noradet, Norara, Muen Luang và Phya Kwatepa.
Còn sử liệu Việt Nam, Đại Việt sử ký toàn thư sau khi chép lại lời chiếu đánh Bồn Man của vua Lê Thánh Tông trong đó có đoạn: "Đặc sai Thái uý Sùng quận công Lê Thọ Vực, Đoan Vũ hầu Trịnh Công Lộ, Diên Hà bá Lê Hy Cát đeo ấn tướng quân, trao cho 20 vạn quân tinh nhuệ, hẹn đến tháng 8 năm nay, chia đường tiến quân, kể tội đến đánh. Tập hợp binh sĩ như hổ như beo; gióng trống hành quân thẳng sào huyệt giặc. Để dân cõi xa được chăn chiếu ấm êm, khiến đảng hung ác phải kình nghê phanh xác. Lừng lẫy danh thiêng chói lọi, theo trời nêu uy thế chẻ tre, liên tiếp tin vui rạng rỡ, hẹn ngày tâu thắng trận trở về. Báo cáo trong ngoài thảy đều được biết." Trong chiếu đánh Ai Lao ghi: "Đã định ngày 28 tháng 7 này, đặc mệnh tướng thần, chia đường tiến đánh. Chinh Tây tướng quân Lê Thọ Vực là tiên phong, đi đường chính chỉ huy các quân các doanh du kích, trước hãy giết tên cháu hiếu của giặc Bồn Man để chặt vây cánh nó, rồi chiếm ngay đất hiểm yếu là xứ Trấn Ninh mà đánh vào lòng giặc. Chinh Di tướng quân Trịnh Công Lộ chỉ huy các doanh quân thổ binh từ đường An Tây tiến vào để chiếm giữ mạn thượng lưu. Trấn Lỗ tướng quân Lê Đình Ngạn chỉ huy các doanh quân hoành dã từ đường Ngọc Ma đánh tới để cắt ngăn đường giặc chạy. Du kỵ phó tướng quân là bọn Lê Lộng đi đường châu Thuận Mỗi để bóp cổ chẹn lưng. Thảo tặc phó tướng quân là bọn Lê Nhân Hiếu theo lối phủ Thanh Đô để đánh chỗ sơ hở... Nay trẫm tự cầm cờ mao trắng điều khiển, tự cầm lưỡi búa vàng chỉ huy." Như vậy, quân Đại Việt gồm 5 đạo quân (khi chính thức xuất quân ngày 23 tháng 8 âm năm Mậu Tuất (1478) là 18 vạn) tiến vào từ 5 ngả:
- Trịnh Công Lộ, Lê Vĩnh (cánh quân chính phía Bắc) theo đường phủ An Tây (Mường Lay tỉnh Lai Châu) đánh thẳng vào Lão Qua (Kinh đô Luang Prabang).
- Nguyễn Lộng (Lê Lộng), Đinh Thế Nghiêu theo đường Thuận Mỗi (Thuận Châu tỉnh Sơn La), nhưng vẫn trong tầm điều hành của cánh quân Trịnh Công Lộ và yểm trợ cho cánh quân này đánh Lan Xang (Lão Qua).
- Lê Nhân Hiếu (cánh quân Bắc trung tâm) theo đường phủ Thanh Đô (sau gọi là phủ Thọ Xuân nay là hướng các huyện Thường Xuân, Lang Chánh, Quan Sơn tỉnh Thanh Hóa), qua đường Hủa Phăn (đất Lão Qua) đánh Lão Qua và vu hồi vào Bồn Man.
- Lê Thọ Vực (cánh quân trung tâm) theo đường chính phủ Trà Lân (Kỳ Sơn, Tương Dương tỉnh Nghệ An) đánh trực tiếp vào Bồn Man (Xiêng Khoảng), rồi xuyên qua Bồn Man sang Lão Qua.
- Lê Đình Ngạn (cánh quân Nam trung tâm) theo đường phủ Ngọc Ma (mặt Tây Nam tỉnh Nghệ An, khoảng Con Cuông, Thanh Chương tỉnh Nghệ An, Hương Sơn tỉnh Hà Tĩnh) ngược lên theo hướng Tây Bắc đánh Bồn Man rồi Lão Qua.

Đầu năm Kỷ Hợi (1479) vua Lê Thánh Tông sai Lê Niệm mang 30 vạn quân tăng viện đánh Bồn Man.
Cuốn History of Laos (including the history of Lannathai, Chiengmai) của M. L. Manlch, phần viết về vua Tilokaraj (1441-1485) của Lan Na cung cấp một thông tin rằng vua Tilokaraj đã đẩy lui quân Việt Nam tấn công vào vùng đất phía Đông của nước ông, nơi mà nay là tỉnh Nan của Thái Lan. Có thể sự kiện này liên quan đến cuộc chiến tranh giữa Đại Việt và Lan Xang. Nhưng không rõ việc quân đội Đại Việt tấn công Lan Na là do truy đuổi quân Lan Xang chạy tới đó hay là chủ ý tấn công Lan Na. Cuốn A Short History of Laos của Grant Evans cho biết khi nhà Lê tấn công Lan Xang, một chúa xứ Na là Tao Kha Kan đã giúp Lan Xang chống lại. Đại Việt sử ký toàn thư không thấy nhắc đến việc quân đội của Lê Thánh Tông tấn công nước nào khác ngoài Bồn Man và Lão Qua (tức Lan Xang) trong cuộc chiến tranh này.
Minh thực lục, cuốn sử của Trung Quốc ghi tổng số quân Đại Việt tham chiến là 23 vạn, trong đó có 8 vạn phu mở đường và chở lương.

## Diễn biến

### Xung đột biên giới
Tháng 2 năm 1467, quân Lan Xang đánh chiếm động Cự Lộng, quấy nhiễu các vùng biên giới. Lê Thánh Tông sai Hành tổng binh Khuất Đả đem 1.000 quân, cùng với Đồng tổng binh Nguyễn Động và Tán lý quân vụ Nghiêm Nhân Thọ họp với quân đồn trú trấn Gia Hưng lên đánh. Khi đến nơi, quân Lan Xang đã rút, Khuất Đả bèn tâu là Lan Xang xin trả lại đất đã chiếm. Lê Thánh Tông bèn cho Đào Viện thay chức Đốc tướng.
Tuy nhiên, đến tháng 3, Khuất Đả họp quân ở Mộc Châu (Gia Hưng), sai đem 300 thổ binh đóng quân ở sách Câu Lộng (Mã Giang), sai Lê Miễn đêm quân vệ Gia Hưng đóng quân ở Khâu Chúc, hợp với quân hai châu Mường Việt và Mường Muỗi, hư trương thanh thế khiến quân Lan Xang tan vỡ. Tướng Lan Xang (Ai Lao) là Đạo Đồng ra hàng. Khuất Đả sai Kinh lược Mộc Châu họ Xa và Cầm La canh giữ đất, sửa cửa ải. Vua Lê Thánh Tông ban đầu định sai giết, nhưng sau khi nghe lời Đinh Liệt thì vẫn không nguôi giận, sai giam vào ngục.
Sau đó, Hiệu úy Hoàng Liễn đánh trận cuối ở Khâu Lạo. Quân Lan Xang thiệt hại 3.000 người. Đến đây, xung đột tạm ngưng. Năm 1471, Lan Xang sai sứ đến Thăng Long. Khi ấy vua Lê Thánh Tông đang đi đánh Chiêm Thành, phải di chuyển vào hành điện tại cửa Tư Dung. Khi vua Lê trở về mới gặp. Uy thế của Đại Việt khi đó lên cao. Năm 1474, Lan Xang phải sang cống nộp.

### Đại Việt tiến công
Năm 1478, phụ đạo phủ Trấn Ninh (tức Bồn Man) là Cầm Công liên kết với Lão Qua (Lan Xang) đem binh quấy nhiễu khu vực phía tây xứ Nghệ. Nhận thấy tình hình nguy hại, vua Lê Thánh Tông quyết định hạ chiếu đi đánh Lão Qua. Cuộc chiến ở biên giới có lẽ đã thành công, tuy nhiên theo Chiếu đánh Bồn Man của Lê Thánh Tông thì Cầm Công không những không quay lại thần phục nhà Hậu Lê mà còn chống lại Chế sứ Nguyễn Tử Nghi, giết đại thần Vương Văn Đán, ngăn thư báo thắng trận về đến Thăng Long. Đến tháng 6 năm 1479, vua Lê quyết định chuẩn bị đánh Bồn Man.
Theo đó, Lê Thánh Tông trao cho các tướng Thái úy Lê Thọ Vực, Trịnh Công Lộ, Lê Hy Cát đeo ấn đem quân đi chinh phát Bồn Man. Theo kế hoạch, đến tháng 8 thì sẽ chia quân tiến công.
Đến tháng 7, Lê Thánh Tông xuống Chiếu đánh Lão Qua, trong đó kể tội Lan Xang sỉ nhục các vua nhà Hậu Lê là Lê Thái Tổ, Lê Thái Tông, chứa chấp các tù trưởng làm loạn, cướp các vùng Lang Chánh, Sầm Thượng, Sầm Hạ, Lâm An, Quy Hợp. Đặc biệt Lê Thánh Tông nhắc đến chuyện Cầm Công của Bồn Man dẫn đường cho quân Lan Xang. Lê Thánh Tông liền sai các danh tướng chỉ huy 5 đạo quân, huy động quân số lên đến 18 vạn, chia làm 5 đường tiến vào Lan Xang và Bồn Man:
- Đoan Vũ hầu Trịnh Công Lộ, Đô đốc Lê Vĩnh, Tổng binh Nguyễn Lộng chỉ huy cánh quân chính phía Bắc gồm quân tinh nhuệ của 5 vệ thuộc Đông quân Đô đốc phủ, quân số 2.000 người theo đường phủ An Tây đánh thẳng vào thành Lão Qua (Kinh đô Luang Prabang). Ngoài ra, Trịnh Công Lộ còn được toàn quyền chỉ huy cánh quân của Lê Lộng.
- Phó tướng Lê Lộng, Tham tướng Đinh Thế Nghiêu theo đường Thuận Mỗi nằm trong tầm điều hành của cánh quân Trịnh Công Lộ, có vai trò yểm trợ cho cánh quân này đánh Lan Xang (Lão Qua), đồng thời đánh chẹn tàn quân.
- Phó tướng Lê Nhân Hiếu chỉ huy cánh quân phía Bắc theo đường phủ Thanh Đô (Phủ Thọ Xuân, Thanh Hóa), đánh vào chỗ sơ hở của Lan Xang tại Hủa Phăn, đánh Lão Qua và vu hồi vào Bồn Man.
- Tướng quân Lê Thọ Vực dẫn cánh quân trung tâm đi theo đường chính phủ Trà Lân (Thừa tuyên Nghệ An), chỉ huy các doanh du kích đánh trực tiếp vào Bồn Man (Xiêng Khoảng), rồi xuyên qua Bồn Man sang Lão Qua. Cánh quân này trực tiếp chịu sai khiến của vua Lê Thánh Tông.
- Tướng quân Lê Đình Ngạn chỉ huy cánh quân phía Nam theo đường phủ Ngọc Ma (Tây nam Nghệ An, khoảng Con Cuông, Thanh Chương tỉnh Nghệ An, Hương Sơn tỉnh Hà Tĩnh) ngược lên theo hướng tây bắc đánh Bồn Man rồi Lão Qua.

Theo sử Lào, quân Lan Xang đặt mai phục ở đồi Poomung. Trận chiến diễn ra suốt 3 ngày đêm, hai bên đều thương vong lớn, quân Lan Xang phải rút về Na Khaochao. Quân đội Đại Việt truy kích và giao chiến ở cánh đồng Na Moungkon và Na Haidio. Hai bên đều chịu tổn thất, nhưng quân đội Đại Việt dựa vào ưu thế tạm thời về quân số bao vây và đánh bại Lan Xang, giết chết hai tướng Muen Kwatepa và Muen Neua. Cánh quân Lan Xang do tướng Muen Bun và Muen Luan đến cứu cũng bị tiêu diệt. Một số tướng Lan Xang là Norasing, Noranarai, Noradet và Norara thì bị bắt sống và xử tử ở Na Khaochao. Bản thân thế tử Chao Chienglaw bị thương nặng, rồi bị bắt giết.
Thất bại lớn khiến vua Xaiyna Chakhaphat cùng hoàng tộc vội lên thuyền chạy tới Chieng Khan (khi đó thuộc Lan Na, nay thuộc tỉnh Loei, Thái Lan). Quân đội Đại Việt tiến vào thành Luang Prabang, tịch thu của cải, lấy đây làm bàn đạp để tiến sang phía Tây.
Khi đó hoàng tử Thengkham, con thứ của Xaiyna Chakhaphat, đang cai trị ở Dansai (thuộc Loei) tập hợp quân ở vùng Dansai và Chieng Khan tiến về kinh đô Luang Prabang. Quân Đại Việt khi đó đã rút khỏi. Còn sử Lào ghi quân Đại Việt bị quân Lan Xang tấn công bất ngờ, nên tan rã và tháo chạy.

### Chiến sự lan rộng
Theo Đại Việt Sử ký toàn thư, sau khi đánh chiếm Luang Prabang, quân đội Đại Việt mở cuộc tiến công truy kích quân Lan Xang về phía Tây, đưa quốc thư cho vua Miến Điện (Ava):
| “ | Năm đạo quân cùng hợp đồng đánh Ai Lao, phá tan bọn chúng, vào thành Lão Qua, tịch thu của cải châu báu. Quốc vương nước ấy chạy trốn. Ta bắt sống dân chúng, chiếm lấy đất đai, đến tận sông Trường Sa, giáp biên giới phía nam nước Miến Điện, nhận được thư của nước Miến Điện, thắng trận trở về. | ” |

Cánh quân trung tâm do Lê Thánh Tông thân chính mới đến hành cung Chiềng Vang, sau đến Châu Bồ được bốn ngày thì nghe tin Trịnh Công Lộ đại thắng, bèn trở về Thăng Long. Tuy nhiên, các cánh quân đánh Bồn Man có lẽ chưa thành công khi thư báo thắng trận của Lê Thọ Vực bị chặn mất. Lê Thánh Tông liền sai hai tướng vận lương Khâm sai Trần Bảo, Phó tướng Nguyễn Cảnh Thanh mang sắc chỉ cho Lê Thọ Vực khi đó đang đóng tại vùng đất chiếm được ở Sa Quan, châu Niệm Tống Trung (ngã ba sông thượng du Lan Xang).
Lê Thánh Tông trở về lập tức sai Lê Niệm đốc suất quân đội (sử ghi là 300.000), thân chinh để tiêu diệt hoàn toàn lực lượng kháng cự của Cầm Công tại Bồn Man. Quân đội Đại Việt vượt qua được cửa ải, đốt phá các thành trì kháng cự, thiêu hủy kho tàng. Cầm Công bỏ chạy rồi chết. Dân Bồn Man khi đó đa phần bị chết đói, 9 vạn hộ chỉ còn 2.000 người bèn đầu hàng. Vua Lê Thánh Tông bèn cho Cầm Đông (em Cầm Công) làm Tuyên úy đại sứ để thu phục. Đại Việt Sử ký Toàn thư có ghi:
| “ | Xuống chiếu hỏi tin tức đánh nước Lão Qua và hỏi tin về các doanh của Chinh Di tướng quân Trịnh Công Lộ miền thượng lưu, của Trấn lỗ tướng quân Lê Đình Ngạn miền hạ lưu xem đã tiến được gần hay xa, còn hành quân đã hay ngừng lại... phải tâu lên cho tường tận, hẹn ngày 21 tháng này, đến hành điện Chiềng Vang báo cáo. Lại dụ rằng: Thư báo thắng trận của Chinh Tây quân doanh đánh phá nước Lão Qua bị giặc Bồn đón chặn mà mất thì bọn tướng quân Lê Thọ Vực làm bản tâu theo sự thực và kê khai họ tên những người cắt được tai giặc tại trận giao cho Trần Bảo mang theo về hành tại. Ngày mồng 8, xa giá đi tới Châu Bồ, đóng doanh ở đây 4 ngày. Đến ngày 22 đại giá trở về. Ngày 29, quan Khâm sai phó đoán sự vệ Cẩm y Trần Bảo và Hữu tuần tiễu phó tướng quân Nguyễn Cảnh Thanh mang sắc chỉ tới Sa Quan, châu Niệm Tống Trung ở ngã ba sông miền thượng lưu thuộc đất Lão Qua. Tháng 12, ngày 28, vua về tới kinh sư. Lại đánh Bồn Man. Sai tướng quân Kỳ quận công Lê Niệm đeo ấn tướng quân, mang 30 vạn quân đánh Bồn Man, vì có thư báo thắng trận của Chinh Tây quân doanh đánh nước Lão Qua bị giặc Bồn đón chặn làm mất. Quân vào cửa ải, Cầm Công bỏ chạy rồi chết. Quân ta đốt thành, đánh phá các thành khác, đốt các kho tàng... phong cho người giống nòi đó là Cầm Đông làm Tuyên úy đại sứ, lại đặt quan lại trấn giữ các huyện để cai trị. Sau Cầm Đông lại làm phản... Canh Tý, năm thứ 11 (1480), mùa xuân, tháng giêng, xa giá từ Bồn Man về đến. | ” |

Đến tháng 1 năm 1480, Lê Thánh Tông trở về kinh đô, cuộc chinh phạt coi như đã hoàn thành mục tiêu.

## Kết quả
Sử sách Lào kể rằng quân Lan Xang đã giết được vô số tướng sĩ Đại Việt. Quân đội Đại Việt phải bỏ chạy về nước và trong số 4000 tướng lĩnh Đại Việt, chỉ còn 600 sống sót về được đến Đại Việt.
Còn sử sách Việt Nam thì lại kể là quân đội Đại Việt thắng to, phá được thành, bắt được dân, giết được tướng, đuổi được vua Lan Xang trốn chạy. Tuy nhiên, không thấy kể việc khao thưởng tướng lĩnh cầm quân thế nào.
Theo biên chép của Minh Thực lục, nhà Minh chỉ biết đến sự việc này vào năm sau (1480) qua Tổng binh Vân Nam là Kiềm quốc công Mộc Tông, còn đương thời khi xảy ra chiến sự giữa Đại Việt và Lan Xang, nhà Minh bận đối phó với những vụ quấy rối biên giới huyện Mông Tự, tỉnh Vân Nam của khoảng 800 quân Đại Việt do chính Lê Thánh Tông (Minh thực lục chép là Lê Hạo) phát động. Mộc Tông nhận được lời "tố cáo" của các nước Bồn Man, Xa Lý, Bát Bách Đại Điện mới tâu lại vua Minh về vụ việc "Đại Việt đánh giết Lão Qua" năm 1480, sau đó Tổng đốc Lưỡng Quảng là Chu Anh sang tận đầu năm dương lịch 1481 (tháng 12 năm Canh Tý) mới tâu báo cụ thể hơn cho Minh Hiến Tông biết, theo đó Đại Việt đánh phá 20 trại của Lan Xang, giết hơn 20 vạn người, còn Đại Việt tổn thất 5 vạn, phải rút lui vào tháng 12 năm 1479.

## Ý nghĩa
Cuộc chiến này đã khiến cho Bồn Man bị tàn phá nặng nề. Quan hệ giữa Lan Xang và Việt càng thêm xấu đi, đẩy Lan Xang tới chỗ liên minh chặt chẽ hơn với các quốc gia của người Thái khác. Bồn Man lệ thuộc vào Đại Việt một thời gian ngắn trước khi thủ lĩnh họ Cầm là Kam Sattha nhân khi nhà Lê suy yếu lại nổi dậy li khai.
Trong khi đó, Đại Việt lại chịu thêm sức ép từ phía Đại Minh. Hoàng đế nhà Minh gửi thư trách hoàng đế Đại Việt về việc dấy binh đánh Lan Xang. Đại Việt sử ký toàn thư chép về việc này như sau:
| “ | Canh Tý, năm thứ 11,... Muà thu, tháng 8,... Ngày 27, nhà Minh có sắc văn đưa sang nói rằng: "Gần đây, được các quan trấn thủ và tổng binh Vân Nam, tâu rằng Quốc Vương An Nam vô cớ điều động binh mã đánh giết ở đất Lão Qua đến nay vẫn chưa lui quân, lại định đánh nước Bát Bách Tức Phụ (Lan Na). Vậy tư cho Vương biết, nếu có phạm lỗi nói trên, nên gấp lui quân; nếu không, Vương phải sang báo ngay để triều đình truy xét kẻ báo cáo bậy trị tội theo pháp luật. | ” |

Để trả lời việc này (đánh Lão Qua), cùng hai việc tranh chấp biên giới phía bắc với nhà Minh cũng năm đó, vua Lê Thánh Tông sai Lương Thế Vinh, Thân Nhân Trung theo kế Lê Thọ Vực mà soạn 3 bài biểu (công hàm) ngoại giao, rồi sai Nguyễn Văn Chất, Doãn Hoành Tuấn, Vũ Duy Giáo trình cho vua nhà Minh, nhân dịp đi sứ tuế cống nhà Minh vào tháng 12 âm năm Canh Tý (1480).